# 物質分類の一覧
物質分類の一覧（ぶっしつぶんるいのいちらん）は物質をその性質や持っている官能基、構造式上の特徴などから分類・グループ化するときに使用される化学用語に関する記事の一覧である。

## 物質全般の分類の一覧
- 純物質 - 混合物
- 単体 - 化合物
- 無機化合物 - 有機化合物 - 有機金属
- 電解質 - 非電解質
- 天然物
- 高分子

## 元素(単体)の分類の一覧
- アクチノイド - アルカリ金属 - アルカリ土類金属 - カルコゲン - ハロゲン - 希ガス - 希土類元素 - 金属 - 軽金属 - 重金属 - 遷移元素 - 典型元素 - ランタノイド

## 無機化合物と有機化合物に共通して使用される分類の一覧
- 陰イオン - 塩基 - オキソ酸 - 過酸 - 過酸化物 - 還元剤 - 求核剤 - 求電子剤 - 錯体 - 酸 - 酸化剤 - 陽イオン - ラジカル - 六価クロム

## 無機化合物の分類の一覧
- 硫黄酸化物 - 窒素酸化物 - 金属間化合物 - 合金 - 酸化物 - 水酸化物 - 水素化合物

## 有機化合物の分類の一覧

### 炭化水素官能基による分類
- アルカン - アルキン - アルケン -  オレフィン - カルベン - カルバニオン - カルボカチオン - シクロアルカン - パラフィン - 芳香族炭化水素

### 酸素官能基による分類
- アセタール - アルコール - アルデヒド - アルドール - エステル - エーテル - エノラート - エポキシド - カルボン酸 - カルボン酸無水物 - 環状エーテル - キノン -  ケテン - ケトン - 脂肪酸 - ヒドロキシ酸 - フェノール類 - 不飽和脂肪酸 - ラクチド - ラクトン

### 窒素官能基による分類
- アミド - アミン - イミン - ウレタン - エナミン - オキシム -  ニトリル - ニトロ化合物 - ラクタム

### 硫黄官能基による分類
- スルフィド - スルホン酸 - チオエステル - チオール - メルカプタン

### ハロゲン官能基による分類
- カルボン酸ハロゲン化物 - 揮発性有機塩素化合物 - ハロゲン化アルキル - ハロン (化合物) - フロン類

### その他の分類
- アレーン - イリド - 複素環式化合物 - 芳香族化合物

## 有機金属の分類の一覧
- メタロセン

## 天然物およびその関連化合物の分類の一覧
- アミノ酸 - アルカロイド - アントシアニン - アンドロゲン - イリドイド - エストロゲン - 核酸 - カロテノイド - ステロイド - 多糖 - 炭水化物 -  単糖 - 蛋白質 - テルペノイド - 糖 - 糖原性アミノ酸 - ヌクレオシド - ヌクレオチド - 配糖体 - ビタミン - ビタミンB群 - ピレスロイド - フラボノイド - ホルモン - マイコトキシン

## 高分子の分類の一覧
- シリコーン - デンドリマー - 導電性高分子 - ポリアセタール - ポリアミド - ポリエステル